# Клюев, Николай Алексеевич
Никола́й Алексе́евич Клю́ев (10 (22) октября 1884, Коштугская волость, Олонецкая губерния — между 23 и 25 октября 1937, Томск) — русский поэт, представитель новокрестьянского направления в русской поэзии XX века. Расстрелян по постановлению тройки НКВД в 1937 году. Посмертно реабилитирован в 1960 году «за отсутствием состава преступления». Точное место захоронения до сих пор неизвестно.

## Биография
Отец, Алексей Тимофеевич Клюев (1842—1918) — урядник, сиделец в винной лавке. Мать, Прасковья Дмитриевна (1851—1913), была сказительницей и плачеёй. По семейной легенде, род поэта по материнской линии идёт от протопопа Аввакума (об этом же упоминается в рассказе Николая Клюева «Праотцы»). Среди предков были староверы, хотя его родители и он сам (вопреки многим его рассказам) не исповедовали старообрядчества. Согласно воспоминаниям односельчан-старожилов, «в доме Клюевых было немало старопечатных и рукописных книг, в горницах висели иконы старого дониконовского письма, перед ними горели лампады».
Клюев учился в городских училищах Вытегры (окончил в 1897 году) и Петрозаводска (окончил в 1898 году). Участвовал в революционных событиях 1905—1907 годов в качестве агитатора от Крестьянского союза, за что был приговорён к шестимесячному тюремному заключению. Отбывал наказание сначала в Вытегорской, затем в Петрозаводской тюрьме. В автобиографических заметках Клюева «Гагарья судьбина» упоминается, что в молодости он много путешествовал по России. Конкретные рассказы не могут быть подтверждены источниками, и такие многочисленные автобиографические мифы — часть его литературного образа. Клюев рассказывает как послушничал в монастырях на Соловках; как был «царём Давидом… белых голубей — Христов», но сбежал, когда его хотели оскопить; как на Кавказе познакомился с красавцем Али, который, по словам Клюева, «полюбил меня так, как учит Кадра-ночь, которая стоит больше, чем тысячи месяцев. Это скрытное восточное учение о браке с ангелом, что в русском белом христовстве обозначается словами: обретение Адама…», затем же Али покончил с собой от безнадёжной любви к нему; как в Ясной Поляне беседовал с Толстым; как встречался с Распутиным; как трижды сидел в тюрьме; как стал известным поэтом, и «литературные собрания, вечера, художественные пирушки, палаты московской знати две зимы подряд мололи меня пёстрыми жерновами моды, любопытства и сытой скуки».

### Литературная известность
Впервые стихи Клюева появились в петербургском альманахе «Новые поэты» в 1904 году. На рубеже 1900-х и 1910-х годов Клюев выступает в литературе, причём не продолжает стандартную для «поэтов из народа» традицию описательной минорной поэзии в духе И. З. Сурикова, а смело использует приёмы символизма, насыщает стихи религиозной образностью и диалектной лексикой. В 1908 году он печатается в журнале символистов «Золотое руно».
Пронеслась над родимою нивой

Полоса градова́я стеной,

Пала на землю спутанной гривой

Рать-кормилица с болью тупой,

Пала на землю, с грязью смешалась,

Золотистей вольней не шумит…

Пахарь бедный!.. Тебе лишь осталось

За труды — горечь слез и обид!

Заколачивай окна избушки

И иди побираться с семьёй

Далеко от своей деревушки,

От полей и землицы родной.

С малолетства знакомые краски:

Пахарь — нищий и дети, и мать,

В тщетных поисках хлеба и ласки,

В города убегают страдать…

Сердце кровью горячей облилось,

Поневоле житье проклянешь:

Ты куда, наша доля, сокрылась?

Где ты, русское счастье, живешь?

«Народное горе», 1905
Первый сборник — «Сосен перезвон» — вышел в 1911 году. Творчество Клюева было с большим интересом воспринято русскими модернистами, о нём как о «провозвестнике народной культуры» высказывались Александр Блок (в переписке с ним в 1907 году; оказал большое личное и творческое влияние на Клюева), Валерий Брюсов и Николай Гумилёв. В 1912 году выходит сборник стихов «Братские песни», в 1913 году — сборник «Лесные были». В это время Николай Клюев сближается с акмеистами: его стихи печатаются в журналах «Аполлон» и «Гиперборей».

Редкостно крупный литературный талант Клюева, которого часто ставят выше Есенина, вырос из народного крестьянского творчества и многовековой религиозности русского народа. Жизнь, питаемая исконной силой крестьянства и искавшая поэтического выражения, соединялась у него поначалу с инстинктивным, а позднее — с политически осознанным отрицанием городской цивилизации и большевистской технократии. При этом и форма его стихов развивалась от близости к народным — через влияние символизма — к более осознанным самостоятельным структурам. <…> Стихи в духе народных плачей перемежаются со стихами, созвучными библейским псалмам, стиль очень часто орнаментален. В богатстве образов проявляется полнота внутреннего, порой провидческого взгляда на мир.
— Вольфганг Казак
Николая Клюева связывали сложные отношения (временами дружеские, временами напряжённые) с Сергеем Есениным, который считал его своим учителем. В 1915—1916 годах Клюев и Есенин часто вместе выступали со стихами на публике, в дальнейшем их пути (личные и поэтические) несколько раз сходились и расходились.

### Религиозность Клюева
Как указывает А. И. Михайлов, Александр Блок неоднократно упоминает Клюева в своих стихах, записных книжках и письмах и воспринимает его как символ загадочной народной веры. В одном из писем Блок даже заявил: «Христос среди нас», и С. М. Городецкий отнёс эти слова к Николаю Клюеву.

В рамках религиозно-философских исканий Серебряного века Николай Клюев даёт свою художественную трактовку образа Иисуса Христа. Он отождествляет его с крестьянским, земледельческим миром и выявляет божественную сущность через физическую, плотскую ипостась: «У Клюева, как и у русских мистических сект, до физиологической осязательности даны и женское <…> начало Бого- и духо- воплощения, и мужское начало зарождения; два нераздельных и неслиянных начала оплодотворения и плодовынашивания — порождения».
Мой Христос не похож на Христа Андрея Белого. Если Христос только монада, гиацинт, преломляющий мир и тем самым творящий его в прозрачности, только лилия, самодовлеющая в белизне, и если жизнь — то жизнь пляшущего кристалла, то для меня Христос — вечная неиссякаемая удойная сила, член, рассекающий миры во влагалище, и в нашем мире прорезавшийся залупкой — вещественным солнцем, золотым семенем непрерывно оплодотворяющий корову и бабу, пихту и пчелу, мир воздушный и преисподний — огненный.
Семя Христово — пища верных. Про это и сказано: «Приимите, ядите…» и «Кто ест плоть мою, тот не умрет и на Суд не приидет, а перейдет из смерти в живот».
(Богословам нашим не открылось, что под плотью Христос разумел не тело, а семя, которое и в народе зовется плотью.)
Вот это <понимание> и должно прорезаться в сознании человеческом, особенно в наши времена, в век потрясенного сердца, и стать новым законом нравственности.
А без этого публичный дом непобедим, не будет истинного здоровья, мужества и творчества.
Вот за этот закон русский народ почитает Христа Богом, а так бы давно забыл его и поклонялся бы турбинам или пару.

октябрь 1922 года

### Клюев после 1917 года
Февральскую революцию, а потом и Октябрьскую революцию 1917 года Николай Клюев воспринимает поначалу восторженно, видя в этих исторических событиях надежду на то, что при создании нового общества будут в одинаковой мере учитываться интересы всех слоев народа и, в особенности, крестьянские. Стихи Клюева рубежа 1910-х и 1920-х годов отражают «мужицкое» и «религиозное» приятие революционных событий (книга стихов «Медный кит» и «Песнослов»). Он посылал свои стихи Ленину (хотя несколькими годами раньше, вместе с Есениным, выступал перед императрицей), сблизился с левоэсеровской литературной группировкой «Скифы» (куда входили Андрей Белый, А. А. Блок, С. А. Есенин и другие).
Однако вскоре у Николая Клюева и многих других представителей крестьянской литературы наступает полное разочарование в новой эпохе, связанное прежде всего с трагедией крестьянства, гибелью традиций и крушением всего дореволюционного уклада. В его лирике появляются мрачные картины гибели России и самого поэта («По мне Пролеткульт не заплачет…», 1919; «Меня хоронят, хоронят…», 1921).
Поле, усеянное костями,

Черепами с беззубой зевотой,

И над ними гремящий маховиками

Безымянный и безликий кто-то.

«Поле, усеянное костями…», 1920
В берлинском издательстве «Скифы» в 1920—1922 годах вышли три сборника стихов Клюева. После нескольких лет голодных странствий около 1922 года Клюев снова появился в Петрограде и Москве, его новые книги были подвергнуты резкой критике (Троцкий, Павлович, Князев). Комментируя происходящее, Николай Клюев напишет в письме к Сергею Есенину 28 января 1922 года: «…порывая с нами, Советская власть порывает с самым нежным, с самым глубоким в народе».
С 1923 года Клюев жил в Петрограде (Ленинграде), в начале 1930-х годов переехал в Москву. Катастрофическое положение Клюева, в том числе и материальное, не улучшилось после выхода в свет его сборника стихов о Ленине (1924).
С особой силой мысль о гибели России раскрывается в поэмах «Плач о Сергее Есенине», «Деревня», «Заозерье» (1926), «Погорельщина» (1928). В 1928 году выходит последний сборник «Изба и поле».
В 1929 году Клюев познакомился с молодым художником Анатолием Яр-Кравченко, к которому обращены его любовные стихотворения и письма этого времени (насчитывается 42 письма Клюева). Преобладание воспевания мужской красоты над женской в поэзии Клюева всех периодов подробно исследовано филологом А. И. Михайловым.
В письме Анатолию от 23 мая 1933 года Клюев так рассуждает об их близких отношениях:

На этой вершине человеческого чувства, подобно облакам, задевающим двуединый Арарат, небесное клубится над дольним, земным. И этот закон неизбежен. Только теперь, в крестные дни мои, он, как никогда, становится для меня ясно ощутимым. Вот почему вредно и ошибочно говорить тебе, что ты живёшь во мне только как пол и что с полом уходит любовь и разрушается дружба. Неотразимым доказательством того, что ангельская сторона твоего существа всегда заслоняла пол, — являются мои стихи, — пролитые к ногам твоим. Оглянись на них — много ли там пола? Не связаны ли все чувствования этих необычайных и никогда не повторимых рун, — с тобой как с подснежником, чайкой или лучом, ставшими человеком-юношей?

В неизданной книге Николая Клюева «О чём шумят седые кедры» (1929—1932) Анатолий Яр-Кравченко предстаёт как собрат по трагической судьбе в самый мрачный период жизни поэта:
И теперь, когда головы наши

Подарила судьба палачу,

Перед страшной кровавою чашей

Я сладимую теплю свечу.
Во время провозглашённой Сталиным массовой кампании по раскулачиванию («уничтожение кулачества как класса») представители истинно крестьянской литературы оказались в центре публичной травли («Злые заметки» Бухарина, «Об ориентации на массы и опасности царства крестьянской ограниченности» Л.Авербаха, «Россеяне» О.Бескина, статьи в «Земле Советской»).
В своей работе «Клеветникам искусства» (1932) Николай Клюев, сам пострадавший от массированных нападок, выражает поддержку подвергнутым травле литераторам (Сергею Клычкову, Сергею Есенину, Анне Ахматовой, Павлу Васильеву). В цикле стихотворений «Разруха» (1934) автор открыто выражает протест против действий власти и рисует картину народного страдания: массовый голод, гибель «раскулаченных» крестьян, принудительный труд на рытье каналов.
Наиболее полный образ «нерукотворной России» Николай Клюев создает в самой большой, но неоконченной из-за ареста поэме «Песнь о Великой Матери» (1929—1934). Основная тема произведения — современный Апокалипсис и грядущее преображение России. Как и «Погорельщина», «Песнь о Великой Матери» будет издана на родине поэта лишь спустя более полувека после их создания.

### Аресты, ссылка и расстрел
Сам Николай Клюев в письмах поэту Сергею Клычкову и В. Я. Шишкову называл главной причиной ссылки свою поэму «Погорельщина», в которой усмотрели памфлет на коллективизацию и негативное отношение к политике компартии и советской власти. Аналогичные обвинения (в «антисоветской агитации» и «составлении и распространении контрреволюционных литературных произведений») были предъявлены Николаеву Клюеву и в связи с другими его произведениями — «Песня Гамаюна» и «Если демоны чумы, проказы и холеры…», входящими в неоконченный цикл «Разруха». Во втором стихотворении цикла, например, упоминается Беломоро-Балтийский канал, построенный с участием большого числа раскулаченных и заключённых:

То Беломорский смерть-канал,

Его Акимушка копал,

С Ветлуги Пров да тётка Фёкла.

Великороссия промокла

Под красным ливнем до костей

И слёзы скрыла от людей,

От глаз чужих в глухие топи…

Стихотворения из цикла «Разруха» хранятся в уголовном деле Н. Клюева как приложение к протоколу допроса.

По воспоминаниям И. М. Гронского (редактора «Известий ВЦИК» и главного редактора журнала «Новый мир»), Николай Клюев всё более переходил «на антисоветские позиции», несмотря на попытки самого Гронского удержать поэта в пределах «идейно выдержанной литературы» (ходатайствовал о выдаче поэту единовременного пособия). Когда Клюев прислал в газету «любовный гимн», предметом которого являлась «не „девушка“, а „мальчик“», Гронский изложил своё возмущение в личной беседе с поэтом, но тот отказался писать «нормальные» стихи, пока не будет напечатана присланная им поэма. После этого Гронский позвонил Ягоде и попросил «убрать Н. А. Клюева из Москвы в 24 часа» (это распоряжение было санкционировано Сталиным). Мнение, что причиной ареста Клюева стала его гомосексуальность, высказывал позднее в частных беседах М. М. Бахтин. На деле же причиной высылки стала политическая позиция поэта и его авторитет среди начинающих литераторов, о чём сам Гронский говорит в тех же воспоминаниях:
Н. А. Клюев усиленно тащил молодых поэтов вправо. Чем же объяснить, что молодёжь тянулась к нему? Почему мы должны были воевать за молодых поэтов?.. Клюев был большим мастером стиха, и у него было чему поучиться, и он умел учить <…> Н. А. Клюев пытался увести от Советской власти поэтическую молодёжь, и как можно дальше… 
2 февраля 1934 года Клюев был арестован в своей московской квартире по адресу: Гранатный переулок, дом 12, по обвинению в «составлении и распространении контрреволюционных литературных произведений» (статья 58, часть 10 УК РСФСР). Следствие по делу вёл Н. Х. Шиваров. 5 марта после суда Особого совещания выслан в Нарымский округ, в Колпашево. Осенью того же года по ходатайству артистки Н. А. Обуховой, С. А. Клычкова и, возможно, Горького переведён в Томск (по пути в ссылку Клюев уже посещал Томск, дожидаясь в одной из местных тюрем переправки в Колпашево). О материальном положении поэта в Томске можно судить по его письму, адресованному В. Н. Горбачевой в конце 1934 года:
В Томске глубокая зима. Мороз под 40°. Я без валенок, и в базарные дни мне реже удается выходить за милостыней. Подают картошку, очень редко хлеб, деньгами от двух до трёх рублей — в продолжение почти целого дня — от 6 утра до 4-х дня, когда базар разъезжается. Но это не каждое воскресенье, когда и бывает мой выход за пропитанием. Из поданного варю иногда похлебку, куда полагаю все: хлебные крошки, дикий чеснок, картошку, брюкву, даже немножко клеверного сена, если оно попадает в крестьянских возах. Пью кипяток с брусникой, но хлеба мало. Сахар — великая редкость. Впереди морозы до 60°, но мне страшно умереть на улице. Ах, если бы в тепле у печки! Где мое сердце, где мои песни?! 
Николай Клюев был арестован в Томске 23 марта 1936 года как «участник церковной контрреволюционной группировки», однако 4 июля освобождён «ввиду его болезни — паралича левой половины тела и старческого слабоумия».
5 июня 1937 года в Томске Клюев был снова арестован и 13 октября того же года на заседании тройки управления НКВД Новосибирской области приговорён к расстрелу по делу о никогда не существовавшей «кадетско-монархической повстанческой организации „Союз спасения России“». Николай Клюев не признал себя виновным и отказался оклеветать своих знакомых.
В конце октября был расстрелян. Как сказано в справке о посмертной реабилитации Клюева, он был расстрелян в Томске 23—25 октября 1937 года. Размытая дата расстрела, возможно, объясняется тем, что с 01:00 23 октября до 08:00 25 октября в Томске не было центрального электроснабжения ввиду ремонта местной ГЭС-1. В подобных случаях сотрудники НКВД, приводившие приговоры в исполнение в течение двух ночей (23 и 24 октября) с использованием фонаря «летучая мышь», могли оформить документы задним числом для всей партии только после того, как в городе появился электрический свет (25 октября). По мнению Александра Михайлова, «этот странный учёт (целых 3 дня!) произведен не по индивидуальному приведению приговора в исполнение, а по времени заполнения (открытию и закрытию) ямы массового расстрела».
Вероятно, местом расстрела и братской могилы, где упокоился поэт, стал один из пустырей в овраге (так называемом Страшном рве) между Каштачной горой и пересыльной тюрьмой, ныне — СИЗО-1 по улице Пушкина, 48 (см. Каштак).
Следователем по делу Клюева был оперуполномоченный 3-го отдела Томского горотдела НКВД младший лейтенант госбезопасности Георгий Иванович Горбенко.

### Посмертная реабилитация
Николай Клюев был реабилитирован в 1960 году «за отсутствием состава преступления». Первая посмертная книга поэта вышла в СССР только в 1977 году.

## Адреса проживания

### Петроград — Ленинград
- 1915—1923 годы — квартира К. А. Расщепиной в доходном доме — набережная реки Фонтанки, 149, квартира 9;
- 1923—1932 годы — дворовый флигель — улица Герцена, 45, квартира 7.

### Москва
- 1933—1934 годы — Гранатный переулок, дом 12[37].

### Томск
В Томске сохранилось два дома — переулок Красного Пожарника, 12 и Мариинский переулок, 38 (ныне 40), в которых в разное время жил поэт.
Последнее пристанище поэта — дом 13 по Ачинской улице (эта часть улицы в те годы часто именовалась также «Староачинская» и «Старо-Ачинская», поэтому в разных документах по делу Клюева название улицы представлено в разных вариантах). В доме располагалось несколько квартир, но относительно квартиры, где проживал поэт, в следственных документах НКВД имеются разночтения: квартира или не указана вовсе, или указана под разными номерами (1 и 3). Николай Клюев сам описывал своё жилище (после освобождения из-под ареста 5 июля 1936 года) так:

Привезли и вынесли на руках из телеги в мою конуру. Я лежу… лежу. […] За косым оконцем моей комнатушки — серый сибирский ливень со свистящим ветром. Здесь уже осень, холодно, грязь по хомут, за дощатой заборкой ревут ребята, рыжая баба клянёт их, от страшной общей лохани под рукомойником несёт тошным смрадом…

В 2006 году дом был снесён.

### Прижизненные издания
- Братские песни. (Песни голгофских христиан). — М.: К новой земле, 1912. 16 с.
- Братские песни. (Книга вторая) / Вступ. ст. В. Свенцицкого. — М.: Новая земля, 1912. XIV, 61 с.
- Лесные были. — М.: 1912.
- Лесные были. (Стихотворения. Кн. 3-я). — М.: 1913. 76 с.
- Сосен перезвон. / Предисл. В. Брюсова. — М.: 1912. 79 с.; 2-е изд. — М.: Изд. Некрасова, 1913. 72 с.
- Мирские думы. — Пг.: изд. Аверьянова, 1916. 71 с.
- Песнослов. Кн. 1—2. — Пг.: 1919.
- Медный кит. (Стихи). — Пг.: Изд. Петросовета, 1919. 116 с.; репринтное переиздание: М.: Столица, 1990.
- Неувядаемый цвет: Песенник. — Вытегра: 1920. 63 с.
- Избяные песни. — Берлин: Скифы, 1920. 30 с.
- Песнь солнценосца. Земля и железо. — Берлин: Скифы, 1920. 20 с.
- Львиный хлеб. — М.: 1922. 102 с.
- Мать Суббота. (Поэма). — Пг: Полярная звезда, 1922. 36 с.
- Четвёртый Рим. — Пг.: Эпоха, 1922. 23 с.
- Ленин. Стихи. — М.-Пг.: 1924. 49 с. (3 издания)
- Клюев Н. А., Медведев П. Н. Сергей Есенин. (Стихи о нём и очерк его творчества). — Л.: Прибой, 1927. 85 с. (включена поэма Клюева «Плач о Сергее Есенине»).
- Изба и поле. Избранные стихотворения. — Л.: Прибой, 1928. 107 с.

### Основные посмертные издания
- Клюев Н. А. Стихотворения и поэмы / Сост., подготовка текста и примечания Л. К. Швецовой. Вступ. ст. В. Г. Базанова. — Л.: Советский писатель, 1977. — 560 с. 2-е изд.: Л.: Советский писатель, 1982.
- Клюев Н. А. Сердце Единорога: Стихотворения и поэмы / Предисл. Н. Н. Скатова, вступ. ст. А. И. Михайлова; сост., подготовка текста и примечания В. П. Гарнина. — СПб.: Изд-во РХГИ, 1999. — 1072 с. — ISBN 5-88812-079-0.
- Клюев Н. А. Словесное древо: Проза / Вступ. ст. А. И. Михайлова; сост., подготовка текста и примечания В. П. Гарнина. — СПб.: Росток, 2003. — 688 с. — ISBN 5-94668-012-9.
- Николай Клюев. Письма к Александру Блоку: 1907—1915 / Публ., ввод. ст. и комм. К. М. Азадовского. — М.: Прогресс-Плеяда, 2003. — 368 с.

## Память
- 21 марта 1984 года при поддержке В. Я. Лазарева в московской библиотеке им. В. А. Жуковского прошёл первый вечер памяти Н. Клюева в связи с его грядущим столетним юбилеем. Композитором В. И. Панченко были впервые исполнены песни и романсы на слова Н. Клюева[52].
- 5 марта 1990 года по инициативе Льва Пичурина имя Клюева получила новая улица в Томске[42].
- 25 октября 1990 года на доме № 12 по переулку Красного Пожарника в Томске, где некоторое время жил Николай Клюев, в память об этом установлен мемориальный знак[42].
- В 1991 году в городе Вытегра, в одной из комнат бывшего дома купца А. Лопарева, где с 1918 по 1923 годы поэт снимал квартиру, был открыт литературный музей.[53]
- В 1993 году в книге В. А. Шенталинского «Рабы свободы: Документальные повести» был впервые опубликован ранее неизвестный цикл стихов «Разруха», а также считавшаяся утерянной поэма «Последняя Русь» («Песнь о Великой Матери») авторства Н. Клюева[54].
- В 1999 году в Томске на доме по адресу: Ачинская улица, 13, в котором Н. А. Клюев жил перед своим последним арестом, была установлена мемориальная доска, которую, после сноса дома в 2006 году, поместили в литературный музей В. Я. Шишкова (Томск, улица Шишкова, 10), где также хранятся копии документов по делу Клюева, прижизненные издания его произведений, статьи из периодических изданий о его жизни и творчестве[50].
- В 2004 году на южном мысе Каштачной горы в Томске, недалеко от места вероятной гибели Клюева, установлен десятиметровый памятный крест в память о жертвах массовых расстрелов[42].
- 27 августа 2016 года в городе Вытегре возле храма Сретения Господня установлен бронзовый памятник Клюеву работы скульптора Сергея Алипова. Поэт изображен в полный рост в народной одежде с птицей Сирин на плече. В будущем планируется разбить вокруг дендропарк[55].
- 21 октября 2016 года на Ачинской улице в Томске, на доме № 9, построенном на месте снесённого дома № 13, установлена мемориальная табличка проекта «Последний адрес», в память о Н. А. Клюеве[51].
- В Петрозаводске именем Николая Клюева названа городская библиотека № 3, а также расположенная рядом с данной библиотекой Клюевская площадь.